# Buch (Nürnberg)
Buch ([buːx] ⓘ;  nürnbergisch: Bouch) ist ein Stadtteil der kreisfreien Stadt Nürnberg. Es bildet zusammen mit Höfles (Distrikt 732) und Schnepfenreuth (Distrikt 730) den Statistischen Bezirk 73.

## Geographie

### Lage
Buch liegt im Norden der Stadt im Knoblauchsland und wird vom Bucher Landgraben durchflossen, der den Ort früher in zwei Hälften teilte. Nachbarorte sind (dem Uhrzeigersinn folgend und im Norden beginnend) die Nürnberger Stadtteile Kraftshof, Almoshof, Schnepfenreuth und Höfles sowie der Fürther Stadtteil Braunsbach.

### Geologie
Die flache Keuperlandschaft von Buch ist durch Ablagerungen von Blasensandstein und Coburger Sandstein (Hassberge-Formation) geologisch geprägt. Der relativ weiche und ältere Blasensandstein mit zwischengeschalteten Tonlagen tritt im Westen auf. Im Osten überlagert der harte Coburger Sandstein diese geologische Schicht. Um den Bucher Landgraben kommen quartäre Talfüllungen vor, welche mit dem Grundwasserkörper des obersten Aquifers in enger hydraulischer Verbindung stehen. Auf den grundwasserferneren Standorten haben sich Braunerdeböden entwickelt, die gute Voraussetzungen für den Gemüseanbau bieten. Nordwestlich von Buch sind Regosolböden zu beobachten. Die rezenten Auen des Bucher Landgrabens weisen aufgrund der Grundwassernähe Gleyböden auf.

## Geschichte

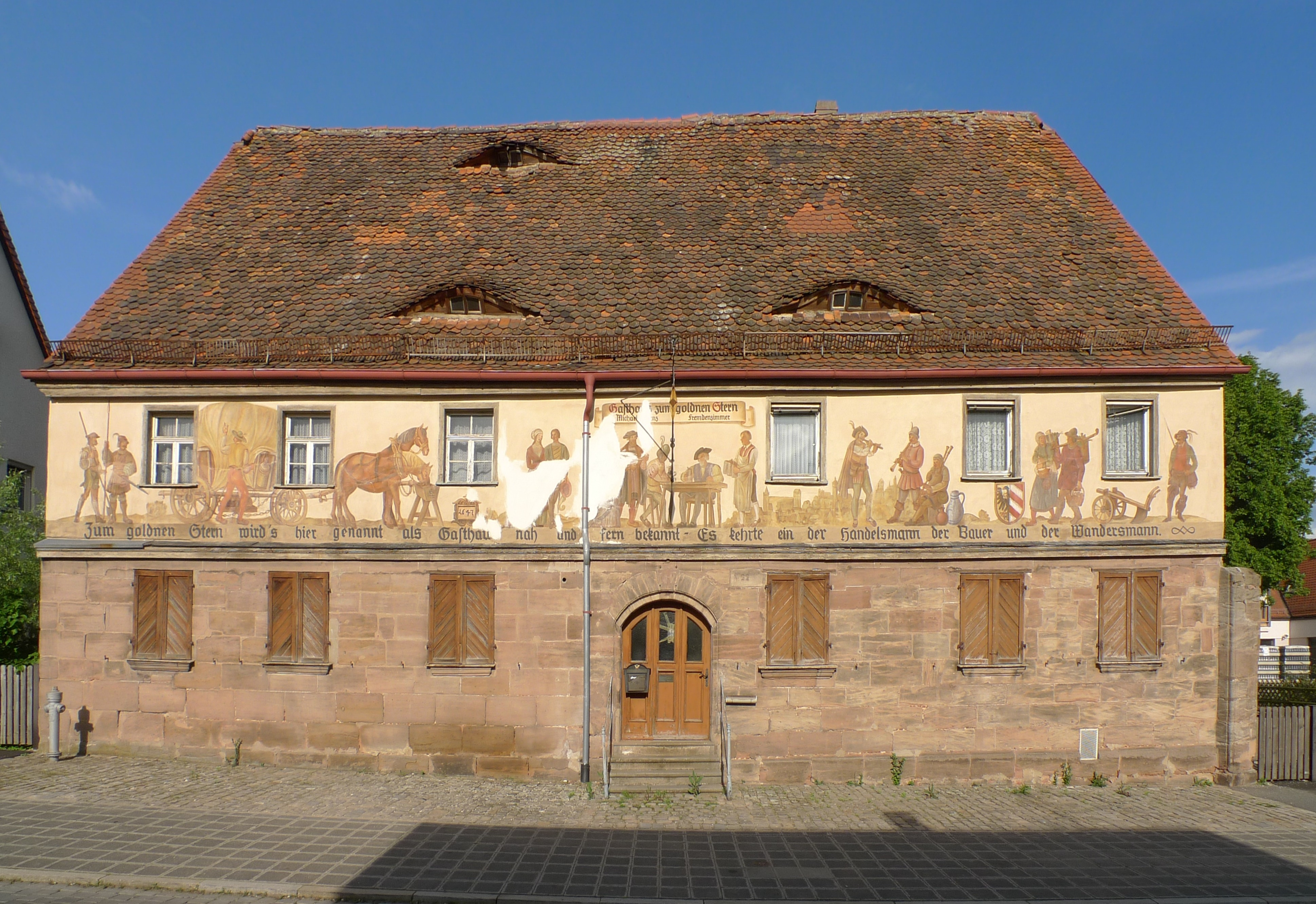
Historischer Gasthof zum Goldenen Stern

Buch wurde von den Herren von Berg gegründet und 1273 erstmals urkundlich erwähnt, als der römisch-deutsche König Rudolf von Habsburg den Nürnberger Burggrafen Friedrich III. von Nürnberg mit der Burggrafschaft auch Buch belehnte. Im Jahr 1427 ging das Dorf in den Besitz der Reichsstadt Nürnberg über und wurde im Zweiten Markgrafenkrieg (1552) vollständig durch Brand zerstört.
Historische Karten (beispielsweise Bayerische Uraufnahme von 1821) zeigen, dass Buch durch den Landgraben aus zwei Orten bestand. Der nördliche Ort steht heute als Ensemble unter Denkmalschutz. Giebelständige, in Sandsteinquaderbauweise errichtete und teilweise erdgeschossige Bauernhäuser sowie zweigeschossige Massivbauten prägen den historischen Ortskern. Die Bucher Hauptstraße war Bestandteil einer alten Verkehrswegeverbindung zwischen Nürnberg und Leipzig. Am alten nördlichen Ortsrand befindet sich ein ehemaliges Straßenwirtshaus aus dem 17. Jahrhundert (1647). Der Gasthof zum Goldenen Stern profitierte von der Lagegunst vor den Toren der Reichsstadt. Der zweigeschossige Satteldachbau in Sandsteinquaderbauweise weist im Obergeschoss ein verputztes und reich verziertes Fachwerk auf.
Gegen Ende des 18. Jahrhunderts bestand Buch aus 57 Anwesen. Das Hochgericht übte das brandenburg-bayreuthische Oberamt Baiersdorf aus, was aber von der Reichsstadt Nürnberg bestritten wurde. Die Dorf- und Gemeindeherrschaft hatte das Amt der Veste. Grundherren waren das brandenburg-ansbachische Cadolzburg (1 Gut, 1 Seldengut), das Amt der Veste (4 Höfe, 13 Halbhöfe, 5 Güter, 12 Seldengüter, 1 Haus, 2 Wirtshäuser) und die Nürnberger Eigenherren von Holzschuher (2 Halbhöfe, 1 Gütlein), von Imhoff (4 Halbhöfe, 2 Viertelhöfe, 4 Güter, 1 Wirtshaus), von Kreß (1 Hof), Dr. Stürmer (1 Seldengut). Der Gemeinde unterstanden 2 Hirtenhäuser, die Schmiede und die Wagnerei.
Von 1797 bis 1810 unterstand der Buch dem Justiz- und Kammeramt Erlangen. 1810 kam der Ort an das Königreich Bayern. Im Rahmen des Gemeindeedikts wurde 1813 der Steuerdistrikt Buch gebildet. Zu diesem gehörten Almoshof (bis 1818), Bislohe, Boxdorf, Braunsbach, Herboldshof, Höfles, Kronach, Ronhof, Sack, Schnepfenreuth und Steinach. Im selben Jahr wurde die Ruralgemeinde Buch gebildet, die deckungsgleich mit dem Steuerdistrikt war. Mit dem Zweiten Gemeindeedikt (1818) entstanden fünf Ruralgemeinden:
- Buch;
- Höfles;
- Ronhof mit Herboldshof und Steinach;
- Sack mit Bislohe und Braunsbach;
- Schnepfenreuth.

Die Ruralgemeinde Buch war in Verwaltung und Gerichtsbarkeit dem Landgericht Erlangen zugeordnet und in der Finanzverwaltung dem Rentamt Erlangen. In der freiwilligen Gerichtsbarkeit unterstanden 2 Anwesen von 1822 bis 1834 dem Patrimonialgericht (PG) Almoshof, 12 Anwesen von 1822 bis 1840 dem PG Buch und 1 Anwesen von 1802 bis 1830 dem PG Neunhof. Ab 1862 gehörte Buch zum Bezirksamt Fürth und zum Landgericht Fürth (ab 1876 Stadt- und Landgericht Fürth, 1879 in das Amtsgericht Fürth umgewandelt). Die Finanzverwaltung wurde 1871 vom Rentamt Fürth übernommen (1919 in Finanzamt Fürth umbenannt). Die Gemeinde hatte 1904 eine Gebietsfläche von 4,665 km². Am 1. Mai 1924 wurde Buch nach Nürnberg eingemeindet und liegt seitdem im Sprengel des Amtsgerichtes und Finanzamtes Nürnberg.

### Baudenkmäler
In Almoshof gibt es 19 Baudenkmäler:
- Baststraße 1, 4, 28, 29: Wohnstallhäuser
- Baststraße 3: Bauernhof mit Hofhaus, Wohnhaus, Schupfen und Scheune
- Baststraße 20/22: Wohnstallhaus, Scheune und Einfriedung einer Hofanlage
- Baststraße 21: Nebengebäude und Einfriedung eines Bauernhofes
- Bucher Hauptstraße: Brücke
- Bucher Hauptstraße: Sogenannte Kunigundenmarter
- Bucher Hauptstraße 53/55: Direktorenvilla mit Magazinbau, Kesselhaus, Werkstatt und Schmiede
- Bucher Hauptstraße 62, 89, 102: Wohnstallhäuser
- Bucher Hauptstraße 64, 78: Wohnhäuser
- Bucher Hauptstraße 68: Kleinbauernhaus
- Bucher Hauptstraße 63: Ehemaliges Gasthaus Goldener Adler
- Bucher Hauptstraße 112: Ehemaliges Gasthaus Zum goldnen Stern

ehemalige Baudenkmäler
- Baststraße 7: Nebengebäude und Scheune in Sandstein, Schupfen und Reste der Sandsteinhofmauer, 18./19. Jahrhundert.[15]
- Baststraße 13: Eingeschossiges verputztes Giebelhaus, bezeichnet „1854“.[15]
- Baststraße 14: Eingeschossiges Giebelhaus, mit Schopfwalm und verkröpftem Hauptgesims, 18./19. Jahrhundert.[15]
- Braunsbacher Weg 2 und 5: Einfache eingeschossige Häuser der ersten Hälfte des 19. Jahrhunderts; Nr. 5 mit Scheune.[15]
- Braunsbacher Weg 11: Eingeschossiges Sandsteinhaus mit zweigeschossigem Giebel, erste Hälfte des 19. Jahrhunderts, Giebelbekrönung stark beschädigt.[15]
- Bucher Hauptstraße 66: Zweigeschossiges Sandsteinhaus, erste Hälfte des 19. Jahrhunderts, mit zweigeschossigem Giebel, Sandsteinhofmauer und profilierten Torpfeilern.[15]
- Hofwiesenweg 2: Einfaches, eingeschossiges Haus des 18./19. Jahrhunderts, mit Scheune.[15]
- Hofwiesenweg 17: Eingeschossiges Haus mit dreigeschossigem Giebel, ursprünglich 18. Jahrhundert, modernisiert; zwei kleine Hofhäuschen.[15]
- Röthgasse 3, 5, 7/9, 12: Giebelhäuser, im Kern 18./19. Jahrhundert, zum Teil modernisiert. Teils ein-, teils zweigeschossig.[15]

### Einwohnerentwicklung
| Jahr      | 1818   | 1840   | 1852   | 1855   | 1861   | 1867   | 1871   | 1875   | 1880   | 1885   | 1890   | 1895   | 1900   | 1905   | 1910   | 1919   |
| Einwohner | 446    | 498    | 510    | 525    | 516    | 521    | 542    | 536    | 598    | 583    | 589    | 599    | 666    | 750    | 821    | 814    |
| Häuser    | 65     | 68     |        |        |        |        | 80     |        |        | 88     | 88     |        | 103    |        |        |        |
| Quelle    | [ 17 ] | [ 18 ] | [ 19 ] | [ 19 ] | [ 20 ] | [ 21 ] | [ 22 ] | [ 23 ] | [ 24 ] | [ 25 ] | [ 26 ] | [ 19 ] | [ 11 ] | [ 19 ] | [ 27 ] | [ 19 ] |

## Religion
Buch ist seit der Reformation evangelisch-lutherisch geprägt und bis heute nach St. Georg (Nürnberg-Kraftshof) gepfarrt. Die Einwohner römisch-katholischer Konfession sind seit 1969 nach St. Thomas (Boxdorf) gepfarrt.

## Wirtschaft
1855 wurde die Bast AG Preßhefe-Fabrik eröffnet, die heute als Deutsche Hefewerke firmiert. Am südöstlichen Ortsrand befindet sich eine Metro-Filiale.

## Verkehr
Durch den Ortskern verläuft von Süd nach Nord die Bucher Hauptstraße, die an beiden Enden in die Bundesstraße 4 mündet. Diese führt als vierspurige Schnellstraße am östlichen Ortsrand vorbei. Gemeindeverbindungsstraßen verlaufen nach Braunsbach (1,8 km westlich), nach Höfles (1,2 km südwestlich) und nach Kraftshof (1,5 km nördlich).
Buch wird mit den Stadtbuslinien 31 und 33 erschlossen sowie von den Linien 20, 29, 30 und 290, die auf der B 4 verkehren, tangiert. Die Straßenbahnlinien 4 und 10 enden derzeit an der Haltestelle „Am Wegfeld“, sollen jedoch im Zuge der Stadt-Umland Bahn Erlangen entlang der B4 nach Norden verlängert werden.

## Sport
In Buch ist der Fußball-Landesligist TSV Nürnberg-Buch beheimatet, der neben Fußball für Männer und Frauen seinen Mitgliedern auch Tischtennis, Tennis, Volleyball, Crossminton, Rock ’n’ Roll und Gymnastik anbietet.